# Louise Moltke
Louise Moltke, geborene Louise Drechsler, verheiratete Louise Oldenburg, (1808 in Karlsruhe – 26. Dezember 1839 in Oldenburg) war eine deutsche Theaterschauspielerin.

## Leben
Schon frühzeitig zog es sie zur Bühne. Nachdem sie 1826 den Schauspieler Oldenburg geheiratet hatte, fand sie ihr erstes Engagement in Frankfurt an der Oder. Mit dieser Gesellschaft durchzog die junge, hübsche Künstlerin, deren Spiel sofort allgemeine Anerkennung fand, an der Seite ihres Gatten den Norden Deutschlands. Besonders geschätzt wurde sie in Hamburg (Direktion Friedrich Ludwig Schmidt), wo sie von 1828 bis 1830 als sentimentale Liebhaberin zu den verwöhntesten Lieblingen des Publikums zählte. Im letztgenannten Jahre schied sie sich von ihrem Mann und heiratete 1832 den Schauspieler Carl Gustav Moltke, den sie auf einer Gastspielreise in Aachen kennengelernt hatte. Bald drauf erfolgte die Berufung des Ehepaares nach Oldenburg, nachdem das Publikum in Düsseldorf, woselbst die beliebte Künstlerin wiederholt längere Zeit gastierte, dieselbe nur ungern ziehen ließ. In Oldenburg entfaltete sie ihr ganzes künstlerisches Können und bildete in der nur kurzen Zeit ihres dortigen Engagements das Kleinod des Theaters. Hätte ihr reiches Talent einen größeren Schauplatz gefunden, Moltke wäre gewiss zu den gefeiertsten Künstlerinnen ihrer Zeit gezählt worden. Moltke starb am 26. Dezember 1839 nach schwerem Todeskampf.